# 密果花椒
密果花椒（学名：Zanthoxylum glomeratum）为芸香科花椒属下的一个种。

## 扩展阅读
- 維基物種上的相關：密果花椒